# Kathedrale von Anagni

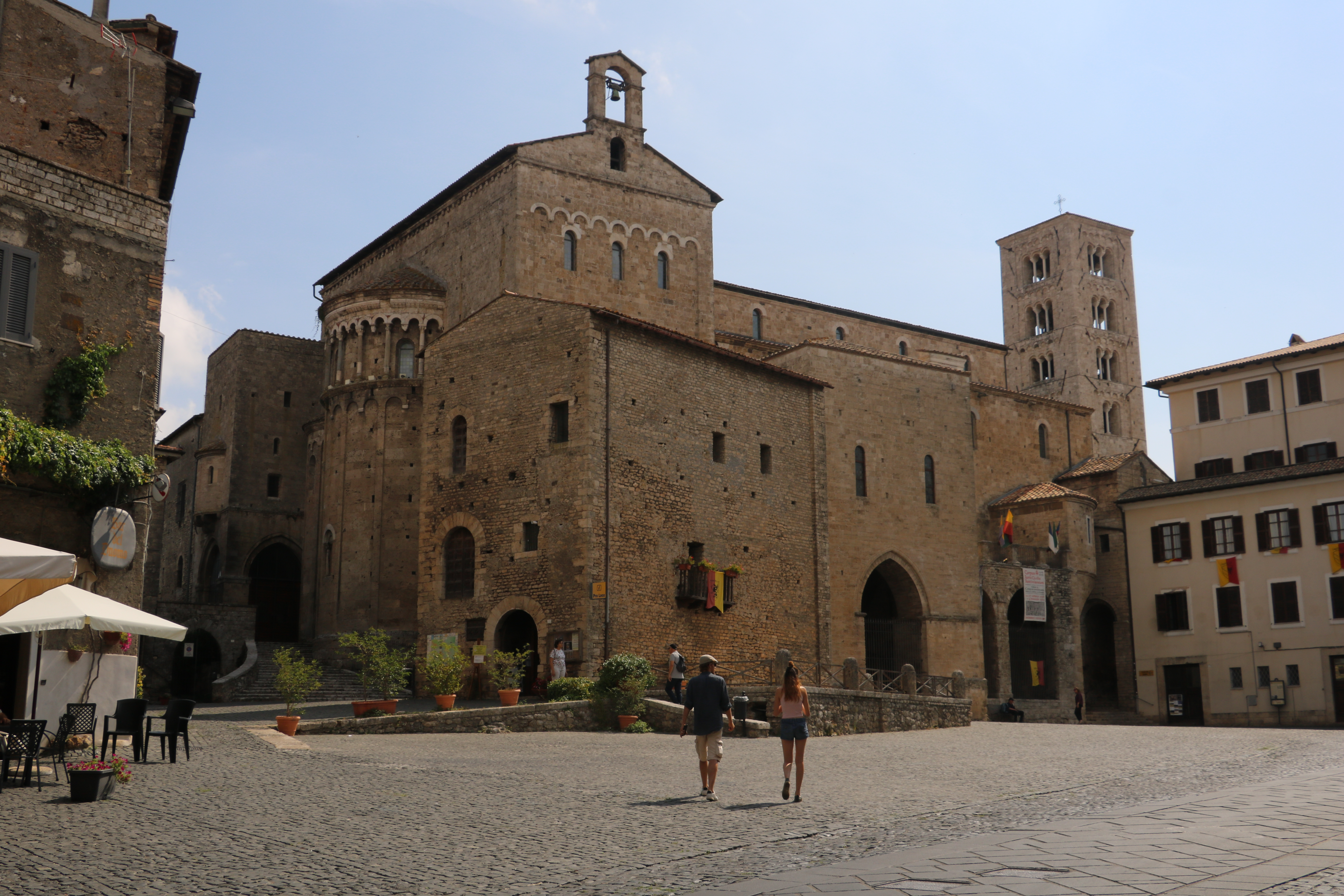
Seitenansicht der Kathedrale

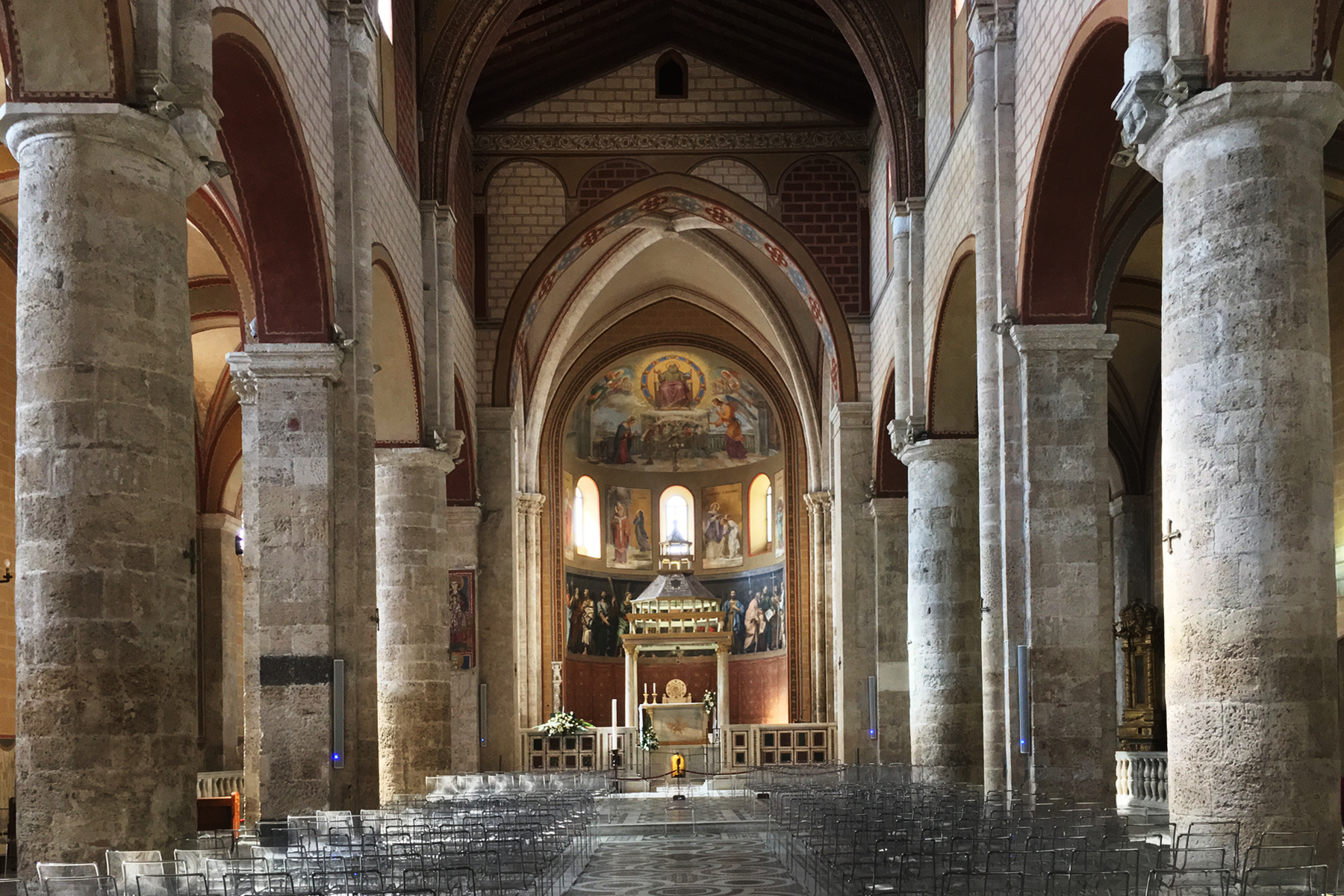
Blick zum Altar

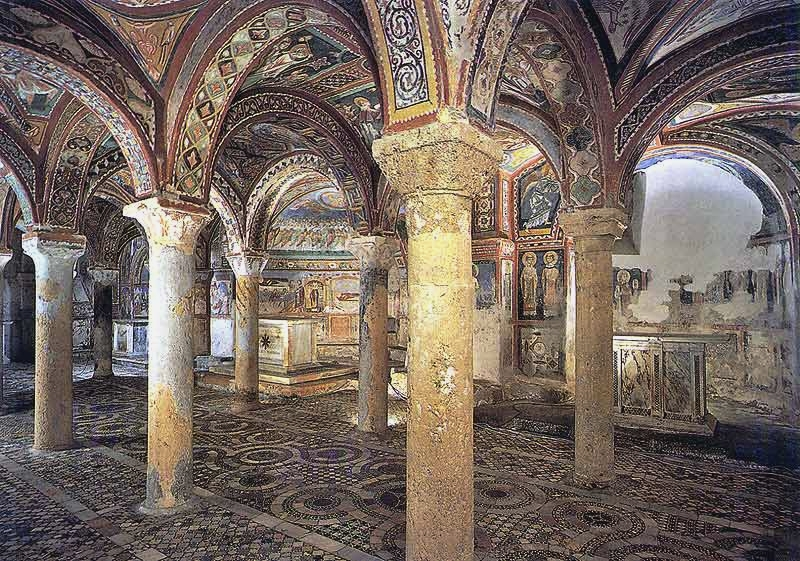
Krypta unter dem Altarbereich mit Fresken aus dem 13. Jahrhundert

Die Kathedrale von Anagni (italienisch Cattedrale di Anagni) ist die Bischofskirche des Bistums Anagni-Alatri. Die Kirche in Anagni ist Mariä Verkündigung gewidmet und trägt den Rang einer Basilica minor.

## Geschichte
Der Bau der Kathedrale in Anagni erfolgte in den Jahren 1072 bis 1104 durch den Bischof Pietro da Salerno mit Unterstützung des oströmischen Kaisers Michael VII. Ducas. Die Anhöhe war bereits in römischer Zeit religiös genutzt worden. Das Querschiff wurde um 1200 errichtet. Papst Alexander IV. weihte 1255 die große Hallenkrypta. Da Anagni im 13. Jahrhundert lange als Sommerresidenz der Päpste diente, fanden hier bedeutende historische Ereignisse statt wie etwa das „pactum anagninum“ (Verhandlungen zwischen dem Papsttum und dem Kaiserreich) und die Papstwahl 1243, weiter die Heiligsprechung des Hl. Bernhard von Clairvaux und der Hl. Klara von Assisi. Auch die Exkommunikationen des Gegenpapstes Viktor IV. sowie von Kaiser Friedrich I. Barbarossa (24. März 1160), Friedrich II. und Manfred wurden hier verhängt. Nach dem Attentat von Anagni 1303 auf den in Anagni geborenen Papst Bonifatius VIII. folgte 1309 die Verlegung der Papstresidenz nach Avignon.

## Architektur
Die Kathedrale wurde im romanischen Stil errichtet, das Innere präsentiert sich nach der Restaurierung des Bischofs Pandolfo im Jahre 1250, bei der die Holztraversen des Mittelschiffes und des Querschiffs durch gotische Bögen ersetzt wurden, in lombardischer Gotik. Die rohe Mauer der Fassade ist mit wenigen Reliefs geschmückt und hat auf der Ostseite drei Pforten. Davor ragt der 30 Meter hohe Campanile mit fünf Glocken empor. Die dreischiffige Kirche schließt mit drei Apsiden ab. Charakteristisch ist der wertvolle Mosaikfußboden, der 1231 von den Kosmaten ausgeführt wurde. In der Hauptapsis stehen drei Werke von Vassalletto aus dem Jahr 1263: der Ständer der Osterkerze, die Kathedra und das Ziborium. Die mittelalterlichen Fresken gingen hier weitestgehend verloren. Die Gemälde in den drei Apsiden sind modern.
Die Krypta unter dem Chor ist hingegen noch umfangreich mit Fresken (darunter eine Darstellung der Ärzte Hippokrates und – als dessen Schüler – Galenos) auf über 540 Quadratmeter dekoriert, der Mosaikfußboden stammt ebenfalls von den Kosmaten. Das Oratorium des hl. Thomas Becket befindet sich neben der Krypta in einem antiken Mithräum, von dem der Opferaltar noch erhalten ist und das später in ein christliches Oratorium umgewandelt wurde.